# Mihai Marinescu

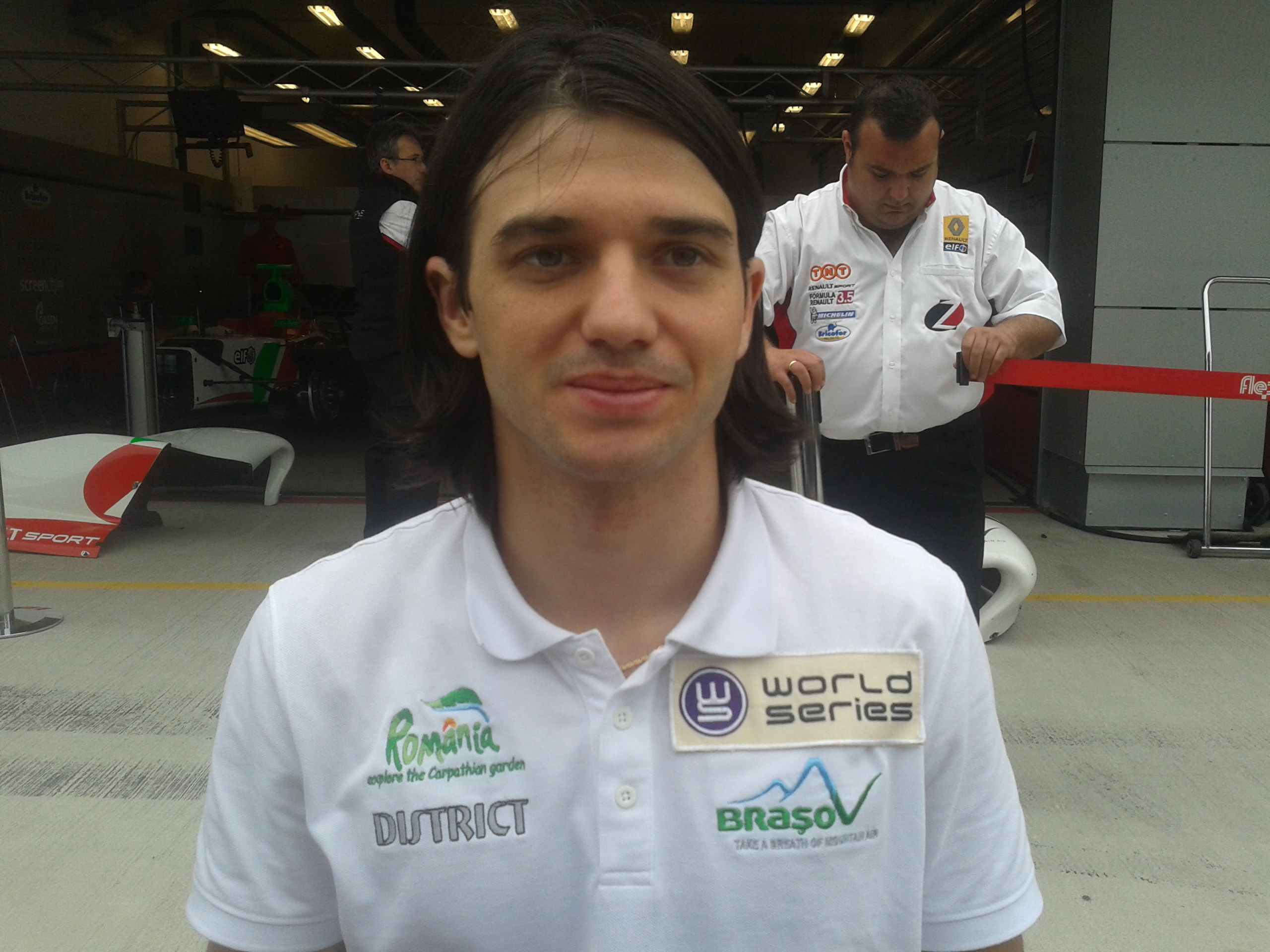
Mihai Marinescu en 2013

Mihai Marinescu (Brașov, 25 de enero de 1989) es un expiloto rumano de automovilismo.

## Carrera profesional
Después de ganar varios campeonatos internacionales de karting rumanos, comenzó su carrera en las carreras en 2005, conduciendo en las series italiana Fórmula Junior y Fórmula Renault 1.6 Belga. En la clase de Fórmula Junior, ganó dos carreras y terminó segundo en la serie. En la clase de Fórmula Renault belga, ganó tres carreras y una vez condujo hasta la pole position. Terminó tercero en los puntos finales.
En 2006, Marinescu compitió en la serie Fórmula Renault 2.0 NEC. En él, una vez condujo hasta la pole position y acumuló 175 puntos, lo que lo colocó sexto en los puntos finales. En 2007, Marinescu compitió en las series Eurocopa de Fórmula Renault y Fórmula Renault Italiana 2.0. En la serie Eurocup, alcanzó un lugar en el podio y terminó 11 ° en la serie. En la serie italiana de rellu, condujo una pole position y se colocó tres veces en el podio. Fue quinto en la final de la serie.
En 2008, Marinescu condujo en la Fórmula BMW Series, anotando 111 puntos y terminando 11º en la serie. Condujo una carrera en la Fórmula BMW Pacific ese año que ganó. En 2009, Marinescu participó en la Fórmula Renault 3.5 Series sin sumar puntos. Desde 2010, Marinescu ha competido en la serie FIA Fórmula 2. En su primer año, anotó 68 puntos y terminó undécimo en los puntos finales. Al año siguiente, Marinescu obtuvo su primera victoria en la serie y terminó quinto en la serie. En noviembre, pudo conducir la final de GP2 fuera de la serie GP2, montando un Rapax.
En 2012, Marinescu continuó en la serie F2, donde ganó dos carreras y terminó quinto nuevamente en los puntos finales. En 2013, Marinescu regresó a la serie Fórmula Renault 3.5. Condujo ocho carreras y anotó cinco puntos. Ese mismo año, compitió en la serie Eurocup Mégane Trophy como piloto visitante. Marinescu cerró su carrera deportiva tras 2013. Actualmente trabaja como ingeniero de carreras para Prema Powerteam.